# Gerard Villalonga
Gerard Villalonga Hellín (en español: Gerardo Villalonga Hellín) (Mahón, 29 de abril de 1958) es un eclesiástico y profesor católico español. Es el obispo de Menorca, desde febrero de 2023.

## Biografía
Gerard (Gerardo) nació el 29 de abril de 1958, en la ciudad española de Mahón. Tercer hijo de los cuatro hijos del hogar formado por Rafael Villalonga y Ana Hellín.
Estudió Magisterio en Palma de Mallorca, ingresando en el Cuerpo de Profesores de EGB, en 1978. Trabajó en los colegios Corazón de María y Antoni Juan, de su pueblo natal, como profesor de lengua española, inglesa y de religión.
Se trasladó a Astorga para realizar el servicio militar y allí ingresó en el seminario diocesano, afiliado a la Facultad de Teología del Norte de España, sede en Burgos. Tras realizar los estudios, obtuvo el bachillerato en Teología y la licenciatura en Estudios Eclesiásticos en 1986.
Posteriormente, realizó estudios en la Pontificia Universidad Gregoriana (1990-1993), donde obtuvo la licenciatura en Derecho canónico y realizó un posgrado de especialización en Jurisprudencia.

### Sacerdocio
Su ordenación sacerdotal fue el 20 de junio de 1987, en la catedral de Menorca, a manos del obispo Antonio Deig Clotet.
En esa misma circunscripción eclesiástica se incardinó, desde su ordenación diaconal. 
Como sacerdote desempeñó los siguientes ministerios:
- Delegado de Enseñanza, vicario parroquial de San Francisco y profesor de EGB en el colegio público Pere Casasnovas de Ciudadela  (1987-1990).
- Párroco Ntra. Sra. del Rosario de Villacarlos y vicario judicial de la diócesis (1993-2005).[6]
- Párroco de la Catedral Basílica de Menorca y de San Francesc de Ciudadela (2005-2016).
- Deán y canónigo de la Catedral Basílica de Menorca (2005-2023).
- Párroco de San Martín de El Mercadal (2016-2018).
- Vicario general de la diócesis (2011-2023).[7]
- Vicario judicial de la diócesis (2015-2023).
- Rector del Santuario de la Virgen del Toro (2016-2023).
- Párroco de San Francisco de Asís de Ciudadela (2018-2023).
- Miembro del Consejo Presbiteral (hasta 2023).[6]
- Miembro del Colegio de Consultores (hasta 2023).
- Miembro del Consejo Pastoral (hasta 2023).
- Miembro del Tribunal Eclesiástico Diocesano (hasta 2023).

También ha sido consejero de Editorial Menorca, empresa editora del Diario Menorca, desde 2001.
En septiembre de 2015, tras la posesión Salvador Giménez Valls en Lérida, fue elegido por el Colegio de Consultores como administrador diocesano, cargo que ejerció hasta la posesión del nuevo obispo Francisco Simón Conesa Ferrer en enero de 2017. Nuevamente fue elegido administrador diocesano, tras la posesión de Conesa Ferrer en Solsona, en marzo de 2022.

### Episcopado
El 14 de febrero de 2023 fue nombrado obispo de Menorca por el papa Francisco. Recibió la consagración episcopal el 22 de abril del mismo año, en la Catedral Basílica de Menorca, de manos del arzobispo Bernardito Auza.
En la Conferencia Episcopal Española es miembro del Consejo Episcopal de Asuntos Jurídicos desde abril de 2023.